# Duckeanthidium cibele
Duckeanthidium cibele är en biart som beskrevs av Urban 1995. Duckeanthidium cibele ingår i släktet Duckeanthidium och familjen buksamlarbin. Inga underarter finns listade i Catalogue of Life.